# Parthenocissus dalzielii
Parthenocissus dalzielii — вид рослин з роду Дикий виноград (Parthenocissus). Ендемік для багатьох провінцій Китаю та Тайваню. Зростає у лісах, чагарниках, на схилах пагорбів й на скелях, на висоті від 200 до 3800 метрів над рівнем моря.

## Опис

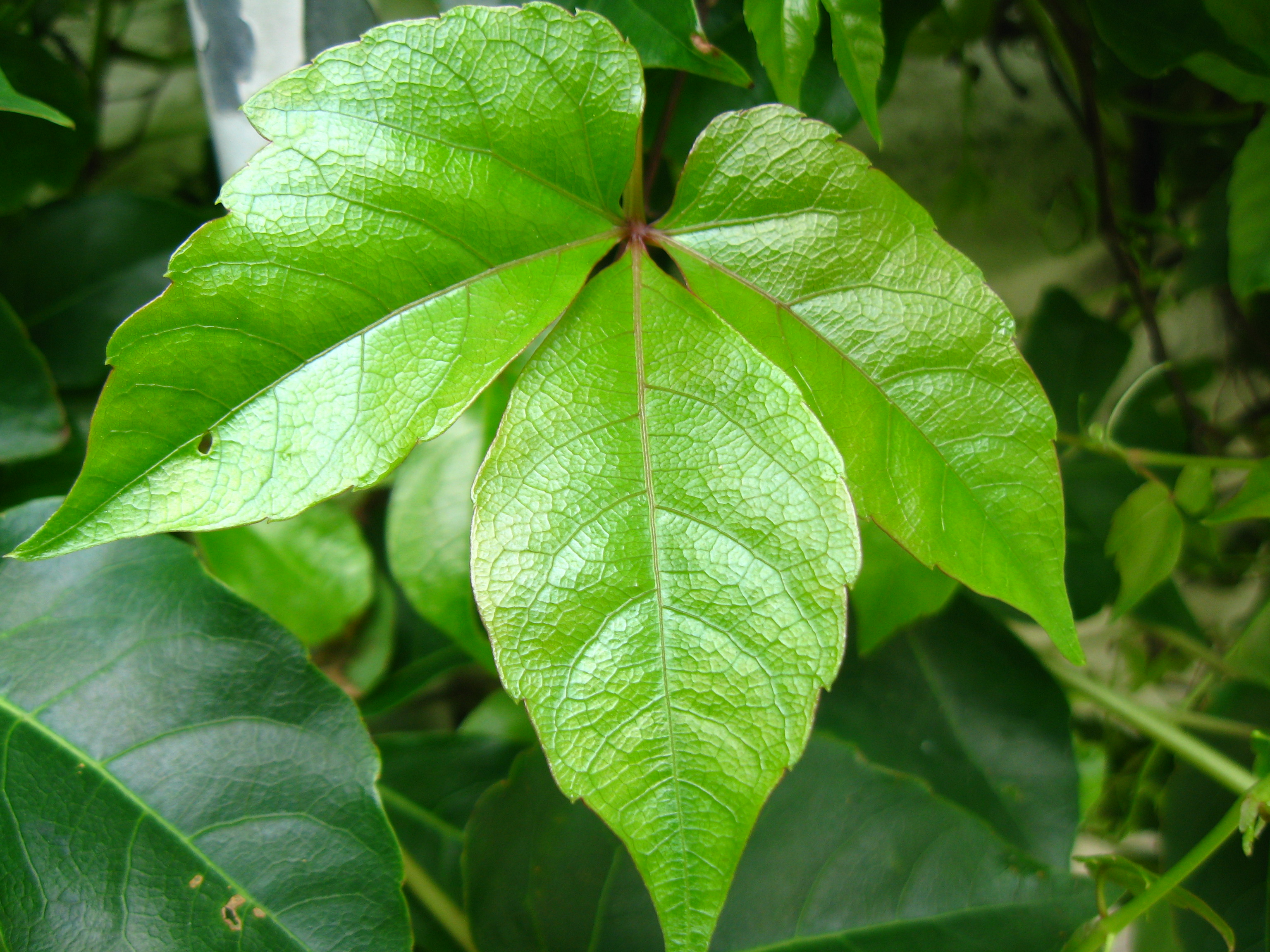
Листя Parthenocissus dalzielii

Гілки овальні, голі. Листя просте або дрібне. Черешок голий, розміром від 5 до 20 см. Квітконіжка від 1 до 2 мм, гола. Бруньки від 2 до 3 мм, верхівка закруглена. Чашечка хвиляста. Ягода від 8 до 10 мм у діаметрі. Колір ягоди під час дозрівання чорно-фіолетовий. Насіння оберненояйцеподібне, основа гостра, верхівка закруглена. Цвіте з травня по липень. Плодоносить з липня по листопад.